# 32128 Jayzussman
32128 Jayzussman è un asteroide della fascia principale. Scoperto nel 2000, presenta un'orbita caratterizzata da un semiasse maggiore pari a 2,2945099 UA e da un'eccentricità di 0,1173953, inclinata di 6,44774° rispetto all'eclittica.